# Afroportuguesos
Els afroportuguesos, africanoportuguesos o portuguesos negres són els ciutadans portuguesos o residents de Portugal amb ascendència total o parcial de qualsevol dels grups ètnics negres d'Àfrica. La major part d'aquells que són percebuts com a afroportuguesos són descendents d'immigrants procedents d'antigues províncies portugueses d'ultramar a Àfrica. Alternativament, afroportuguès també pot referir-se a les poblacions d'ascendència parcialment portuguesa que viuen arreu d'Àfrica (lusoafricans).

## Història
Els afroportuguesos són descendents o immigrants de les antigues colònies portugueses d'Àfrica (Angola, Guinea Bissau, São Tomé i Príncipe, Cap Verd i Moçambic), i alguns residuals originaris a altres estats de l'Àfrica subsahariana. Les colònies van ser abolides el 1951, convertides en províncies d'ultramar pel règim de l'Estat Nou i esdevingueren parts integrals de Portugal.
Aquestes comunitats van arribar a Portugal després de la independència de les províncies africanes d'ultramar en 1974-75, sobretot després del creixement econòmic portuguesa de la segona meitat de la dècada de 1980. No s'han de confondre amb la població, majoritàriament de raça blanca i europea nascuda a Portugal que "va tornar" de les mateixes colònies immediatament després de la independència, els anomenats retornados (els colons portuguesos i descendents de colons portuguesos nascuts a les antigues colònies africanes que es van traslladar a Portugal després de la independència i en la segona meitat de la dècada de 1980. també s'inclouen en aquesta categoria).
D'acord amb els Servei d'Estrangers i Fronteres de Portugal en 2006, aquesta és la composició dels africans legalment a Portugal:
| Estat               | Ciutadans |
| ------------------- | --------- |
| Angola              | 33.215    |
| Cap Verd            | 65.485    |
| Guinea Bissau       | 24.513    |
| Moçambic            | 5.854     |
| São Tomé i Príncipe | 10.761    |
| Altres africans     | 10.154    |
| Total               | 149.982   |

La llei de nacionalitat portuguesa privilegia el ius sanguinis i un nombre considerable d'africans de Portugal van mantenir la seva respectiva nacionalitat d'origen. De fet, si la llei de nacionalitat de 1959 es va basar en el principi del ius soli, els canvis realitzats en 1975 i 1981 la van canviar per una llei ius sanguinis, bàsicament, negant així bàsicament la possibilitat de naturalització no només als immigrants de primera generació, sinó també a llurs fills i nets. També d'acord amb aquesta legislació, la nacionalitat portuguesa va ser concedida a ciutadans procedents del Brasil, Angola, Cap Verd, Guinea Bissau, Sant Tomé i Príncipe i Timor Oriental, així com aquells nascut sota administració portuguesa en els territoris de Goa, Daman i Diu i Macau si són residents legals a Portugal des de fa sis anys. Tots els altres migrants necessiten un termini de deu anys de residència.
Una nova llei de 2006 garanteix la nacionalitat portuguesa a la segona generació amb almenys cinc anys de residència a Portugal. També elimina les diferències entre països d'origen, donafs l'afluència d'immigrants d'Europa de l'Est, principalment ucraïnesos. La llei va ser anunciada el 2005 pel primer ministre, José Sócrates, i s'ha concedit la nacionalitat portuguesa als nens nascuts a Portugal de pares estrangers, com va declarar: "aquells nens que no parlaven una altra llengua que la portuguesa i que només havien estudiat a escoles portugueses, però els havien denegat la nacionalitat". En 2015, Francisca Van Dunem es va convertir en el primer afroportuguès que esdevingué ministre del govern portuguès.
L'arribada d'aquests negroafricans a Portugal, juntament amb la dificultat d'accés a la completa ciutadania, ha augmentat des de la dècada de 1970 en endavant la discriminació ètnica i racial. Aquest era el resultat de múltiples factors, tant jurídics i institucionals, com socioculturals (la construcció de diferències ètnico-racials estereotipades), residencial (amb la concentració dels immigrants negres en guetos degradats a l'àrea de Lisboa) i econòmica (el perfil de baixa qualificació professional i educativa dels migrants). Aquests processos de discriminació són concomitants amb l'enfortiment d'una visió etnoracista de la identitat nacional portuguesa, fins i tot en les generacions més joves, juntament amb l'enfortiment paral·lel de la identitat negra de migrants africans, fins i tot superant els orígens nacionals.